# Ostedes perakensis
Ostedes perakensis là một loài bọ cánh cứng trong họ Cerambycidae.